# Comanda de Palau
La Comanda de Palau o Palau del Vallès fou una de les principals comandes catalanes de l'orde del Temple a la Corona d'Aragó. Actualment, només en queda el mas de Santa Magdalena, amb un edifici semi arruïnat que presumiblement fou la capella del convent. Està situada al municipi de Palau-solità i Plegamans (Vallès Occidental) i està declarada bé cultural d'interès nacional.

## Història

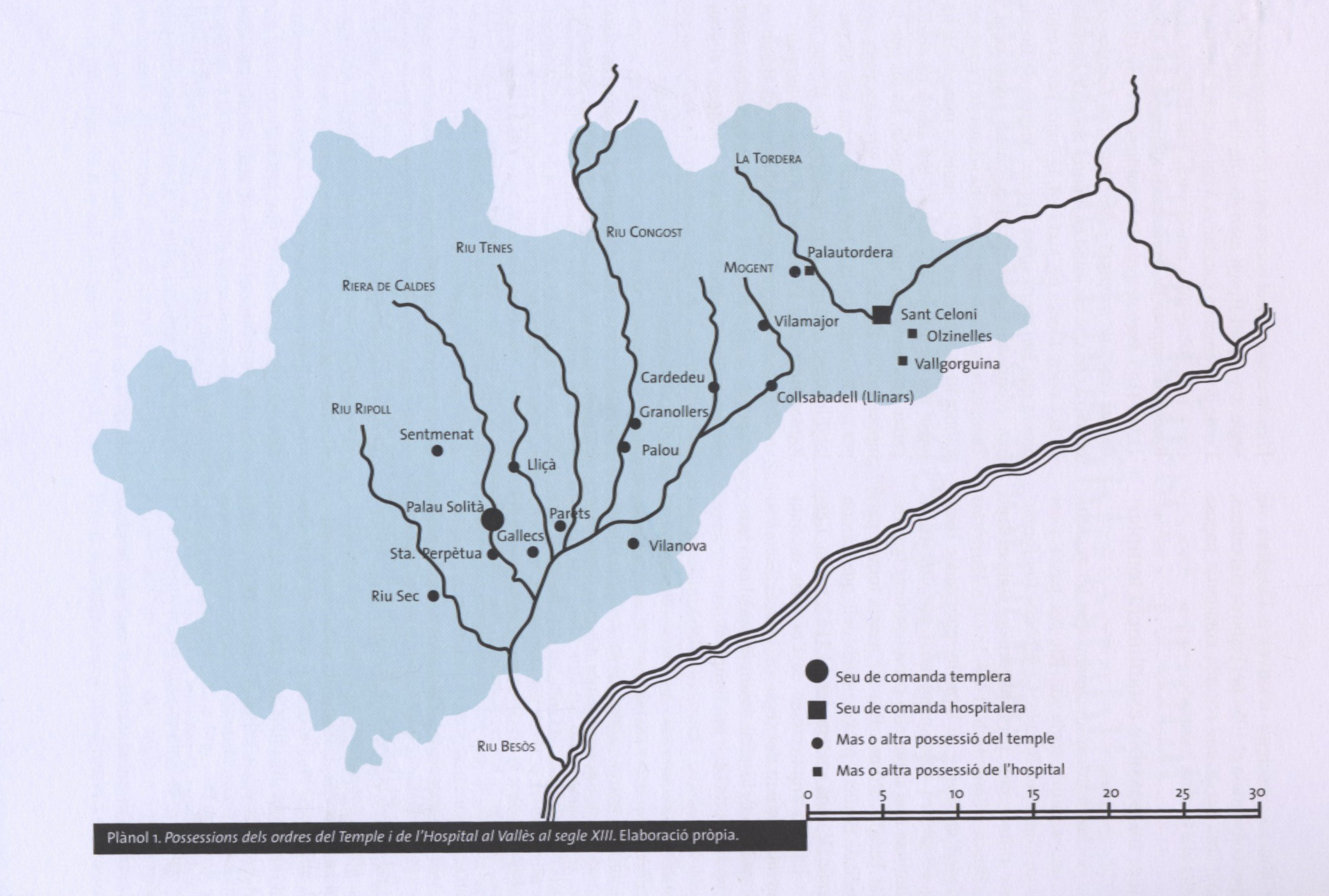
Mapa de les possessions del Temple i l'Hospital al Vallès (

Segons Miret i Sans, l'orde del Temple començà a rebre donacions al Vallès des dels primers moments en què establí contactes amb els comtes catalans, a la dècada del 1130. Darreres investigacions apunten que els templers van instal·lar a Collsabadell (Llinars del Vallès) un primer centre administratiu, el qual abandonaren poc després en disposar d'un patrimoni entre Santa Perpètua de Mogoda i Palau-solità, lloc més idoni i menys distant de Barcelona, a l'actual mas de Santa Magdalena, que aleshores formava part d'un conjunt de donacions que a partir del 1136 havia anat rebent el Temple de la família Rovira.
El 1163, Berenguer de Sant Vicenç signava com a mestre i preceptor de la comanda del Palau del Vallès i també de la vigatana, on també hi tenia cases i béns que depenien d'aquella. Les donacions que va rebre l'orde a les darreres dècades del segle xii al Berguedà, la Cerdanya, el Solsonès, el Pallars i la Noguera –principalment a les valls pirinenques i prepirinenques de la Noguera Pallaresa i del Llobregat–, foren inicialment administrades des de Palau del Vallès i des de Gardeny, mitjançant frares amb càrrec específic però itinerant (bajulus forensis). Cap al 1170 exercí aquest càrrec un tal Guillem de Solsona amb el títol de «Comanador de Solsona»; no sembla, però, que la «Comanda de Solsona» s'hagués materialitzat mai, malgrat la idoneïtat geogràfica del lloc per administrar aquelles terres septentrionals. Concretament al Pallars Jussà posseí terres de prats importants per a la ramaderia a Terrassa, Palau de Noguera, que si als primers temps s'administraren des de Palau del Vallès o Gardeny, a finals del segle xiii deurien passar a dependre de la comanda de Montsó.
Sobre l'any 1310 hi va romandre durant un poc temps el que seria l'últim perfecte del Llenguadoc, Guilhem Belibasta, que fugia de la Inquisició francesa i anava de camí vers Sant Mateu (Maestrat). El 22 de març de 1312, cedint a les pressions del rei de França Felip IV el Formós, el papa Climent V suprimí l'orde dels Templers. A conseqüència d'això, el 1318 els seus bénsforen transferits a l'orde de l'Hospital. Palau del Vallès fou establert a mans particulars, que continuaren explotant-lo com a mas. Aleshores, els productes dels censos de la rodalia que pertocaven al comanador foren recollits en una casa del poble de Palau-solità propietat de l'orde. El segle xv es deia que aquesta casa, anomenada del Temple, la tenien els jurats de la vila.
A finals del segle xvii, davant la devoció a Santa Magdalena, els feligresos li dedicaren la l'església. En un fragment de capbreu sense data (segle xviii) es pot llegir que aquesta formava part del mas Riera, que aleshores tenia a cens Josep Brichfeus i Massiques, ciutadà honrat de Barcelona i veí de Castellterçol. S'ignora si aquest mas i l'actual que porta aquest nom són el mateix. Amb la desamortització de Mendizabal del 1836, l'església passà a mans de l'Estat. El 1870 fou adquirida per un particular, i el 1879 fou venuda nou. A partir d'aleshores hi va desaparèixer el culte, juntament amb els objectes més preuats, com eren el retaule de la Santa (cremat el 1936), la taula de l'altar i la campana, que passaren a la parròquia de Santa Maria (1946).

## Descripció
Es troba a migdia del municipi, en una petita elevació del terreny a la riba dreta de la riera de Caldes. Era un recinte emmurallat de 57,5 m per 46,5 m, construït amb carreus de mida mitjana col·locada en filades regulars, dels quals els costats de migdia i de ponent són els mllors conservats.
De l'antic recinte templer queda ben posa cosa, a part de la capella, adossada al mur de llevant arran de la riera. És una construcció senzilla d'una sola nau i coberta amb volta de canó. L'absis està en runes, però per les restes es pot veure que era de planta rectangular i capçalera plana, orientada a sol ixent, que mesura 8,70 m de llargada per 5 m d'amplada. Els murs tenen 1,30 m de gruix. El frontispici mesura 6 m d'altura i és extremadament nu i senzill, coronat pel pinyó del doble vessant de la teulada i per una espadanya sensiblement desplaçada a l'esquerra. El portal d'entrada és d'arc de mig punt i de pedres més o menys escairades formant el dovellat. A sobre seu s'obre un ull prou ovalat i en esqueixada. La coberta és a doble vessant amb teula àrab. El parament és de pedres poc escairades i col·locades en filades; també hi ha pedres cantoneres.
de planta rectangular.